# 欧里博
欧里博（法語：Auribeau，法語發音：[oʁibo]）是法国普罗旺斯-阿尔卑斯-蓝色海岸大区沃克吕兹省的一个市镇，属于阿普特区。

## 地理
欧里博（43°50'11"N, 5°27'31"E）面积7.5 平方千米，位于法国普罗旺斯-阿尔卑斯-蓝色海岸大区沃克吕兹省，该省份为法国东南部内陆省份，北起德龙省，西北接阿尔代什省，西接加尔省，南至罗讷河口省，东南角与瓦尔省接壤，东临上普罗旺斯阿尔卑斯省。
与欧里博接壤的市镇（或旧市镇、城区）包括：赛尼翁、屈屈龙、卡布里耶尔代格、卡斯泰莱、锡韦尔格。

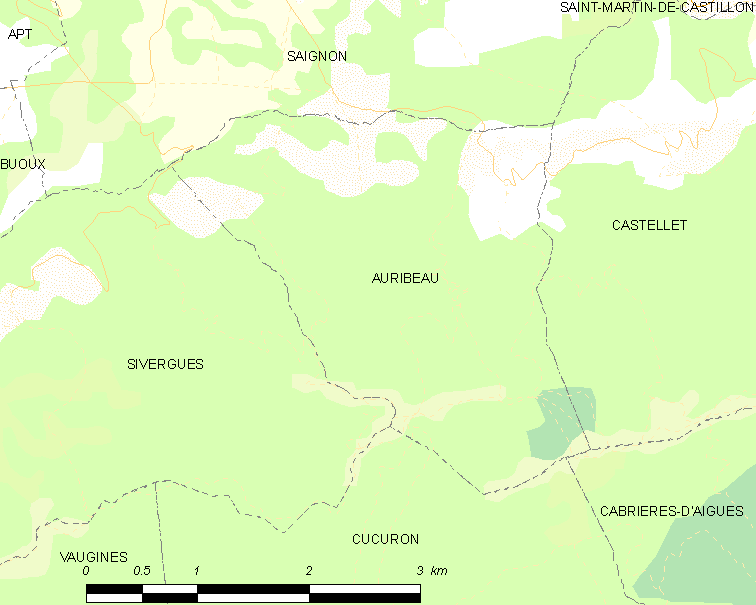
欧里博的OSM定位图

欧里博的时区为UTC+01:00、UTC+02:00（夏令时）。

## 行政
欧里博的邮政编码为84400，INSEE市镇编码为84006。

## 政治
欧里博所属的省级选区为阿普特县。

## 人口

1962-2008年间欧里博人口变化图示

欧里博于2022年1月1日时的人口数量为70人。